# Hyalorbilia fusispora
Hyalorbilia fusispora är en svampart som först beskrevs av Josef Velenovský, och fick sitt nu gällande namn av Baral & G. Marson 2000. Hyalorbilia fusispora ingår i släktet Hyalorbilia och familjen vaxskålar.   Inga underarter finns listade i Catalogue of Life.